# Cristina Carrasco
Cristina Carrasco Bengoa (Chile, 1946) es una doctora en Economía por la Universidad de Barcelona. Su línea de investigación se centra en la Economía Feminista. Aporta investigaciones sobre trabajo doméstico, los cuidados y la sostenibilidad de la vida.

## Biografía
Cristina Carrasco Bengoa es una economista feminista, profesora (jubilada) de Teoría económica de la Facultad de Economía y Empresa de la Universidad de Barcelona. Es miembra del Instituto Interuniversitario de las Mujeres y el Género de las Universidades Catalanas y de la International Association for Feminist Economics (IAFFE). También es una de las fundadoras de las Jornadas de Economía Crítica de Valladolid, forma parte del consejo de redacción de la Revista de Economía Crítica y es miembro de la Junta Directiva de la Asociación de Economía Crítica (AEC).
El eje de su investigación es la economía feminista, con estudios vinculados con el trabajo doméstico, los trabajos de cuidados, la inserción laboral de las mujeres, el estudio de indicadores no androcéntricos, sobre los cuales tiene varias publicaciones. En particular, su análisis gira en torno a poner en cuestión la viabilidad del sistema capitalista para garantizar la sostenibilidad de la vida. Algunas de sus principales publicaciones son: El trabajo de cuidados: antecedentes históricos y debates actuales –junto con Cristina Borderías y Teresa Torns– (CIP-Ecosocial y La Catarata, 2011), Mujeres, sostenibilidad y deuda social (Revista de Educación, Ministerio de Educación y Ciencia, Madrid, 2009) y Tiempos y trabajos desde la experiencia femenina (Papeles de relaciones ecosociales y cambio global (FUHEM, Madrid, 2009), entre otras. En su obra más reciente, Con voz propia. La economía feminista como apuesta teórica y política (La Oveja Roja / Viento Sur, 2014), coordina un conjunto de ensayos de varias autoras sobre cómo la economía tradicional ignora aspectos del trabajo directamente vinculados con el trabajo de las mujeres.

## Publicaciones
- Carrasco, C. (2006). La economía feminista: una apuesta por otra economía.[9]
- Carrasco, C. (2009). Mujeres, sostenibilidad y deuda social. Revista de educación, (1), 169-191.[10]
- Carrasco, C. (2011). La economía del cuidado: planteamiento actual y desafíos pendientes. Revista de Economía Crítica, nº11, primer semestre 2011, ISSN: 2013-5254.[11]
- Carrasco, C. No es una crisis, es el sistema.[12]
- Carrasco, C. (2012). El cuidado como eje vertebrador de una nueva economía. Cuadernos de Relaciones Laborales. Vol. 31, Núm. 1 (2013) 39-56.[13]
- Carrasco, C. (2014). Economía, trabajos y sostenibilidad de la vida. Sostenibilidad de la vida, 28.[14]
- Carrasco, C. (2016). Sostenibilidad de la vida y ceguera patriarcal. Una reflexión necesaria. ATLÁNTICAS – Revista Internacional de Estudios Feministas, 2016, 1, 1, 34-57.[15]

## Premios y reconocimientos
- Medalla President Macià (2006).[16]
- Primer Premio María Ángeles Durán "De Innovación Científica en el Estudio de las Mujeres y del Género" Edición (2004) al libro “Trabajo con mirada de mujer. Propuesta de una encuesta de población activa no androcéntrica”. Autoras: Cristina Carrasco, Maribel Mayordomo, Marius Domínguez y Anna Alabart.[17]

## Entrevistas
- Abasolo, O. y Vicent, L. (2014). El cuidado de la vida de las personas, una responsabilidad social y política fundamental. Papeles de relaciones ecosociales y cambio globales y cambio N.º 127 2014, pp. 141-156.[18]
- Grieco, F (2015). Economía del cuidado: hacia un cambio de paradigma. Nueva Sociedad.[19]
- Pérez, A. (2016). "La economía feminista va más allá de la igualdad entre hombres y mujeres".[20]